# Einar Ilmoni
Einar Ilmoni, född 29 juni 1880 i Villmanstrand, död 4 mars 1946 i Kangasala, var en finlandssvensk målare. 
Einar Ilmoni var barn till läkaren Axel Hjalmar Ilmoni och Fanny Vilhelmina HannikainenHan, samt sonson till Immanuel Ilmoni. Han växte upp i Alavo och Tammerfors. Han utbildade sig 1896–1902 på Finska konstföreningens ritskola och Centralskolan för konstflit i Helsingfors. Bland hans lärare var Helene Schjerfbeck och Albert Edelfelt.

## Bildgalleri

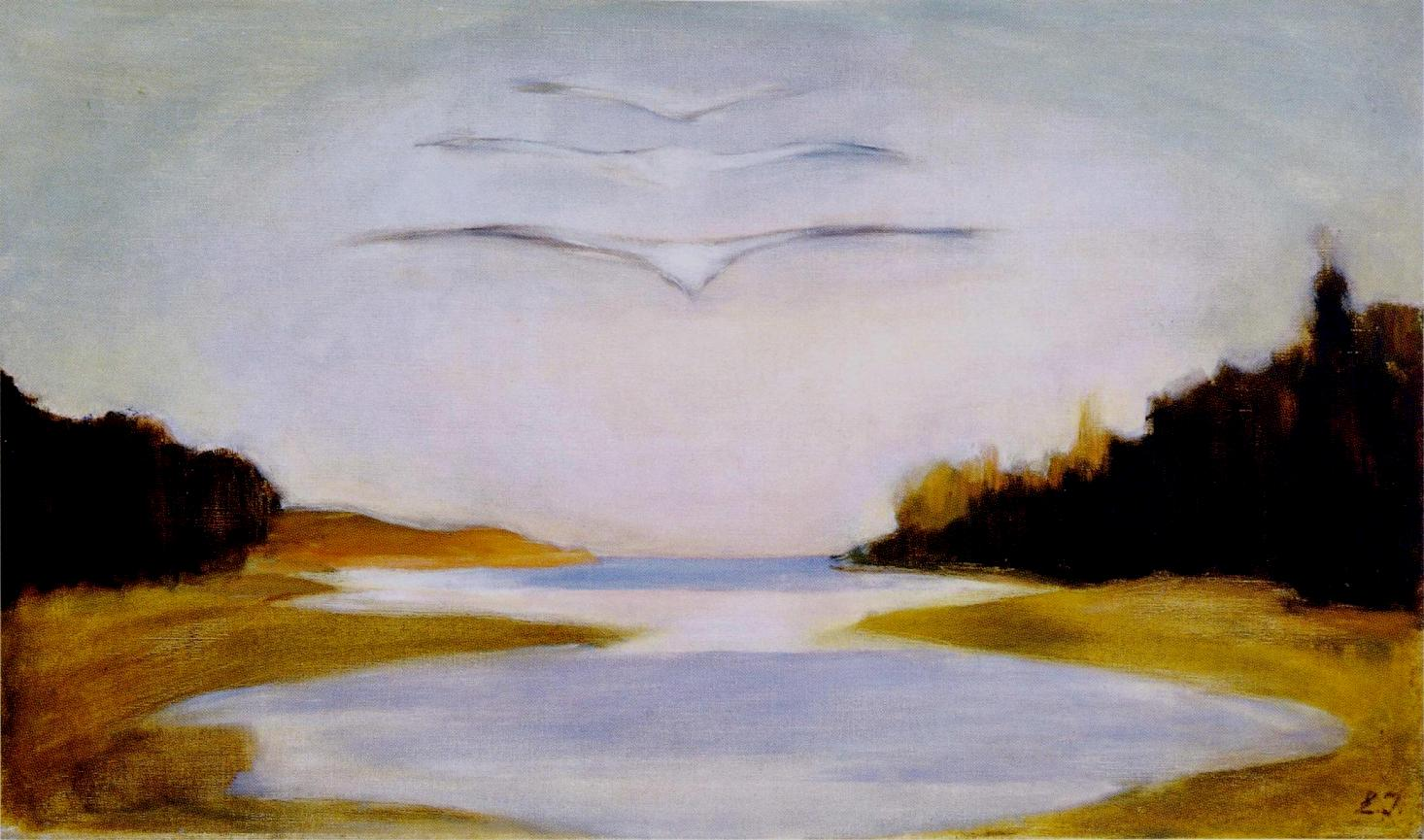
Måsar
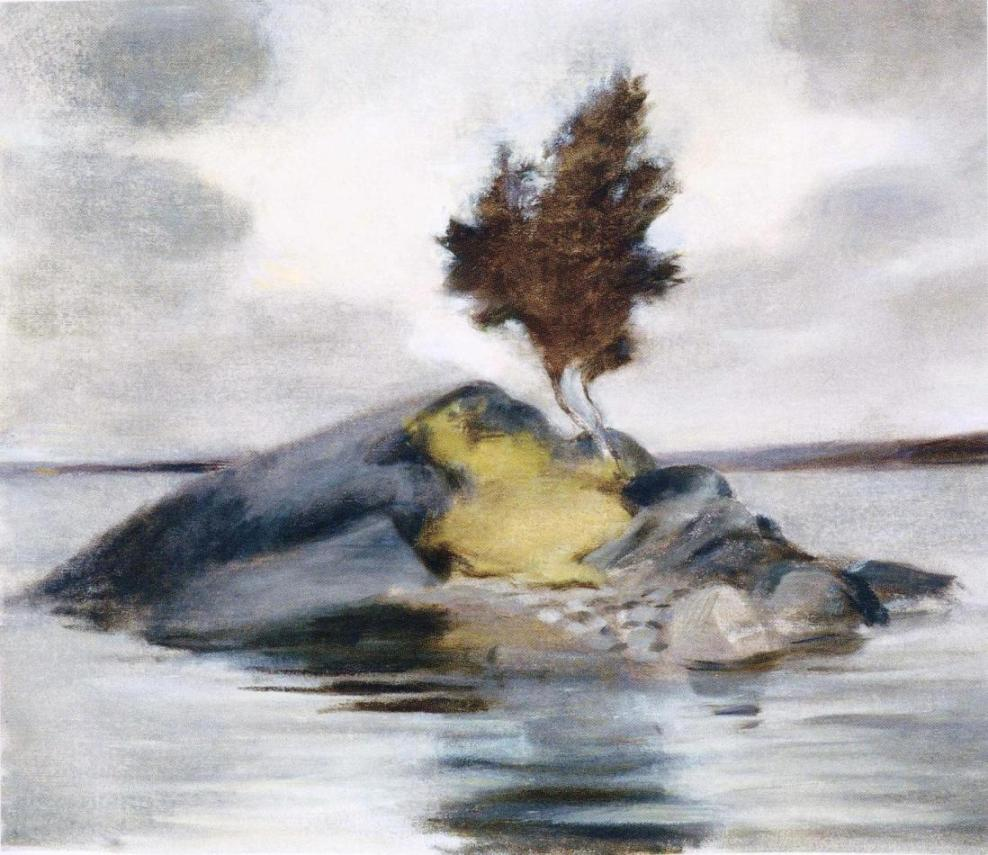
Ö
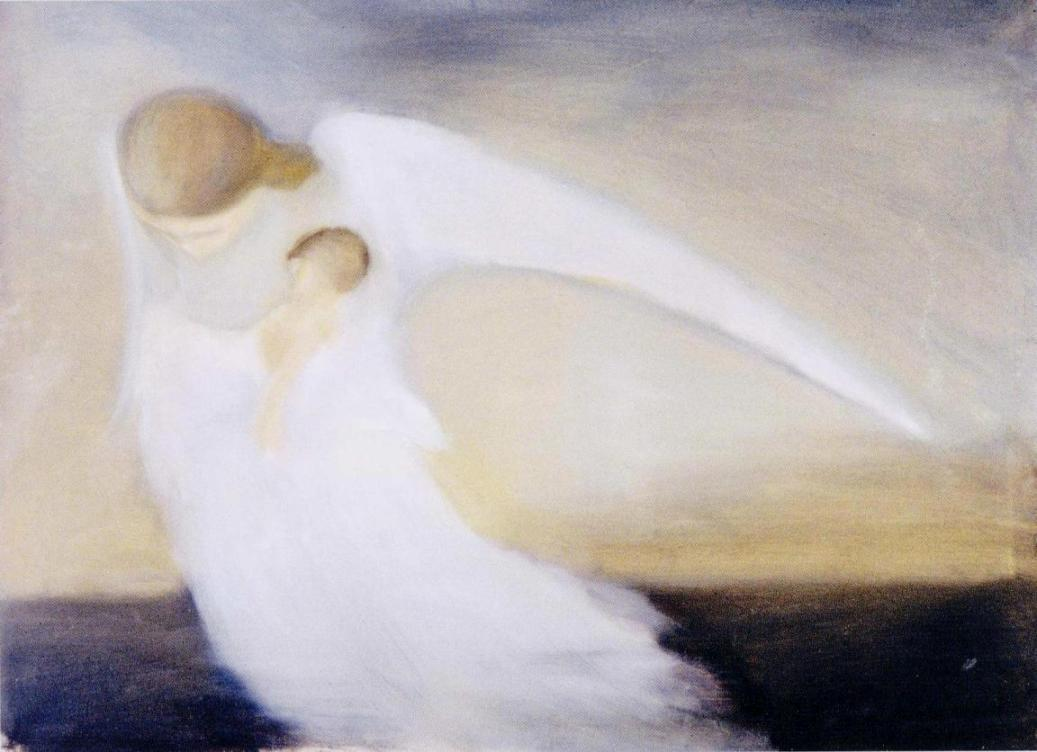
Ängel med dött barn i armarna